# تیوکربامات

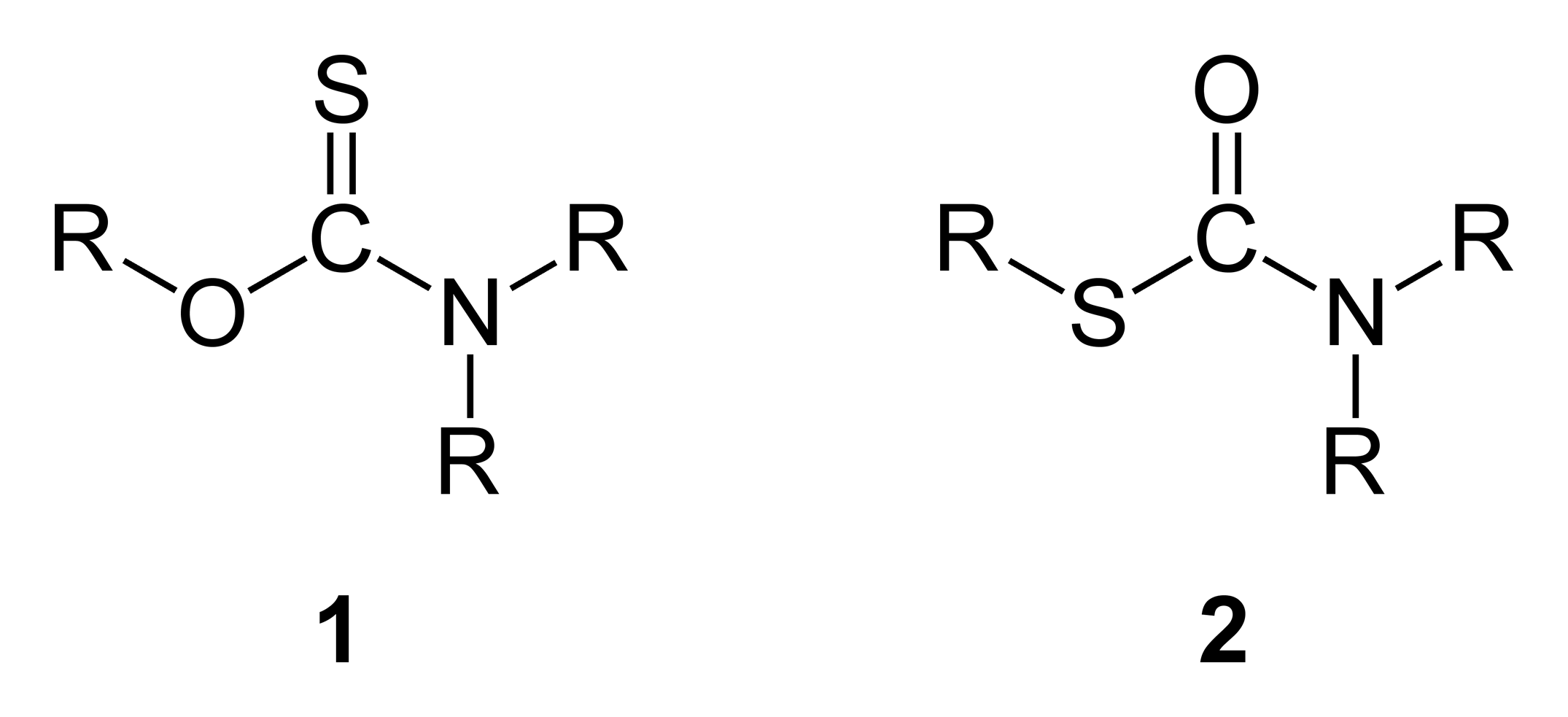
ساختار شیمیایی کلی ترکیب آلی-اُ-تیوکربامات (۱) و اس-تیوکربامات (۲)

تیوکربامات نام خانواده‌ای از ترکیبات آلی گوگرد است. دو فرم همپار برای استرهای تیوکربامات وجود دارد: اُ-تیوکربامات ROC(=S)NR2 و اس-تیوکربامات RSC(=O)NR2. که اُ-تیوکربامات می‌تواند همپاری به اس-تیوکربامات داشته باشد مانند: Newman-Kwart rearrangement.

## تولید
سنتز آلی تیوکربامات از راه آبکافت تیوسیانات به صورت زیر است:
RSCN + H2O → RSC(=O)NH2
در فرمول بالا، R یک آریل است. به این روش تولید، سنتز تیوکربامات رایمشنایدر می‌گویند.